# Gerard Wiekens
Gerard Wiekens (Oude Pekela, 25 februari 1973) is een voormalig Nederlands voetballer, die zijn profcarrière begon bij BV Veendam. In 1997 vertrok hij naar Manchester City in Engeland, waar hij van 1997 tot 2004 speelde. Wiekens speelde voor Manchester City 182 wedstrijden, waarin hij tien doelpunten maakte. In 2004 keerde Wiekens terug naar zijn oude club SC Veendam.
Het seizoen 2009/2010 was het laatste seizoen van Wiekens. Nadat BV Veendam ternauwernood gered was van faillissement trad Wiekens toe als assistent van toenmalig hoofdcoach Joop Gall. Na het vertrek van Gall bleef Wiekens aan als assistent, onder de nieuwe trainer Gert Heerkes. Het faillissement van SC Veendam op 25 maart 2013 betekende voor Wiekens een einde aan vele jaren Veendam. Hij werd vervolgens trainer van het C3-team van FC Groningen/SC Cambuur en assistent bij Jong FC Groningen. Van 2018/2019 tot en met 2021/2022  was Wiekens hoofdtrainer van amateurvereniging VV Noordster uit Oude Pekela en vanaf 1 juli 2022 van WVV uit Winschoten. Hij combineerde deze functie met de werkzaamheden bij FC Emmen, waar hij per 1 juli 2023 vertrok.